# Demo rinpoche
De demo rinpoche, ook wel demo tulku is een Tibetaanse invloedrijke tulkulinie.
De lijn wordt op een gegeven moment aangeduid als de hoetoektoe demo rinpoche, mogelijk vanaf de tiende demo rinpoche Tenzin Gyatso (1901-1973). De titel hoetoektoe is van oorsprong een in Mongolië gebruikte Tibetaans boeddhistische titel voor rinpoche die werd toegekend door de Chinese keizer.

## De vierde demo rinpoche
De vierde demo rinpoche, Lhawang Geleg Gyaltsen leefde van 1631 tot 1668. Hij was een boeddhistisch geestelijke en onderhield een nauwe band met de vijfde dalai lama.

## De zesde demo rinpoche
De zesde demo rinpoche, Jampäl Geleg Gyatso was regent van Tibet van 1757 tot 1777. Hij stond bekend om een conservatief beleid en stond bij de Britse Oost-Indische Compagnie bekend als vijandig tegenover buitenlanders. Hij onderhield vriendelijk contacten met Peking en onderhandelde voor de Mongoolse Dzjoengaren een verdrag met ze uit. Hij was de eerste regent van Tibet die de dalai lama tijdens diens kinderjaren en jeugd vervingen.

## De zevende demo rinpoche
De zevende remo rinpoche, Ngawang Lobsang Thubten Jigme Gyatso was eveneens regent in Tibet. Hij regeerde van 1811 tot 1819. Tijdens zijn regering liet hij onder invloed van de grote Tibetaanse kloosterorganisaties Drepung, Sera en Ganden instructies uitgaan om buitenlandse reizigers in Tibet te weren.

## De negende demo rinpoche
De negende demo rinpoche, Lobsang Trinley was regent in Tibet van 1886 tot 1895. Tijdens zijn regentschap had hij nogal wat vijanden gemaakt en in 1899 werd hij samen met zijn broers Norbu Tsering en Lobsang Dhonden beschuldigd van verraad en gearresteerd. Hij werd door verdrinking om het leven gebracht.

## De tiende demo rinpoche
De tiende demo rinpoche, Tenzin Gyatso werd geboren in 1901. Hij was een boeddhistisch geestelijke. Vanwege de Chinese sympathieën in het klooster van de Demo Rinpoches, Tengyeling, liet de dertiende dalai lama deze in 1914 geheel met de grond gelijk maken, omdat de dalai lama deze te China-georiënteerd vond; dit was rond de jaren van het Akkoord van Simla, kort na het uitroepen van de onafhankelijkheid van Tibet, begin jaren 1910. De tiende rinpoche stond bekend als actief fotograaf. Tijdens de Culturele Revolutie (vanaf 1966) verloor hij een groot deel van zijn collectie. Hij overleed in 1973